# هانتر جامبر
هانتر جامبر (بالإنجليزية: Hunter Jumper)‏ (28 فبراير 1989 ببلينو في الولايات المتحدة - ) هو لاعب كرة قدم أمريكي في مركز الدفاع. شارك مع منتخب الولايات المتحدة تحت 18 سنة لكرة القدم. أما مع النوادي، فقد لعب مع شيكاغو فاير.

## وصلات خارجية
- هانتر جامبر على موقع الدوري الأمريكي (الإنجليزية)
- هانتر جامبر على موقع قاعدة بيانات كرة القدم.إي يو (الإنجليزية)
- هانتر جامبر على موقع Soccerway.com (الإنجليزية)
- هانتر جامبر على موقع عالم كرة القدم.نت (الإنجليزية)